# Montregard
Montregard [mɔ̃ʁəɡaʁ] est une commune française située dans le département de la Haute-Loire en région Auvergne-Rhône-Alpes.

## Géographie
Située à 1 000 mètres d'altitude, la commune couvre 39,9 km2 et comptait 607 habitants en 2015, ce qui donne une densité de 15,5 habitants par km2.

### Localisation
La commune de Montregard se trouve dans le département de la Haute-Loire, en région Auvergne-Rhône-Alpes.
Elle se situe à 49 km par la route du Puy-en-Velay, préfecture du département, à 23 km d'Yssingeaux, sous-préfecture, et à 9 km de Tence, bureau centralisateur du canton des Boutières dont dépend la commune depuis 2015 pour les élections départementales.
Les communes les plus proches sont : 
Montfaucon-en-Velay (3,9 km), Le Mas-de-Tence (4,2 km), Raucoules (5,2 km), Dunières (6,3 km), Saint-André-en-Vivarais (6,6 km), Tence (6,6 km), Saint-Julien-Molhesabate (7,0 km), Saint-Bonnet-le-Froid (7,2 km).
| Montfaucon-en-Velay Raucoules | Dunières        | Saint-Julien-Molhesabate        |
| Lapte                         | Montregard      | Saint-Bonnet-le-Froid           |
| Tence                         | Le Mas-de-Tence | Saint-André-en-Vivarais Ardèche |

### Climat
Pour des articles plus généraux, voir Climat d'Auvergne-Rhône-Alpes et Climat de la Haute-Loire.
En 2010, le climat de la commune est de type climat de montagne, selon une étude du Centre national de la recherche scientifique s'appuyant sur une série de données couvrant la période 1971-2000. En 2020, Météo-France publie une typologie des climats de la France métropolitaine dans laquelle la commune est exposée à un climat de montagne ou de marges de montagne et est dans la région climatique Sud-est du Massif Central, caractérisée par une pluviométrie annuelle de 1 000 à 1 500 mm, minimale en été, maximale en automne.
Pour la période 1971-2000, la température annuelle moyenne est de 8,2 °C, avec une amplitude thermique annuelle de 16 °C. Le cumul annuel moyen de précipitations est de 1 061 mm, avec 10,3 jours de précipitations en janvier et 7,1 jours en juillet. Pour la période 1991-2020, la température moyenne annuelle observée sur la station météorologique de Météo-France la plus proche, « Saint-Romain-Lachalm », sur la commune de Saint-Romain-Lachalm à 12 km à vol d'oiseau, est de 9,2 °C et le cumul annuel moyen de précipitations est de 923,5 mm,. Pour l'avenir, les paramètres climatiques de la commune estimés pour 2050 selon différents scénarios d'émission de gaz à effet de serre sont consultables sur un site dédié publié par Météo-France en novembre 2022.

## Urbanisme

### Typologie
Au 1er janvier 2024, Montregard est catégorisée commune rurale à habitat très dispersé, selon la nouvelle grille communale de densité à sept niveaux définie par l'Insee en 2022.
Elle est située hors unité urbaine et hors attraction des villes,.

### Occupation des sols
L'occupation des sols de la commune, telle qu'elle ressort de la base de données européenne d’occupation biophysique des sols Corine Land Cover (CLC), est marquée par l'importance des forêts et milieux semi-naturels (52,5 % en 2018), en augmentation par rapport à 1990 (51,3 %). La répartition détaillée en 2018 est la suivante : 
forêts (52,5 %), prairies (26,7 %), zones agricoles hétérogènes (20,1 %), zones urbanisées (0,6 %). L'évolution de l’occupation des sols de la commune et de ses infrastructures peut être observée sur les différentes représentations cartographiques du territoire : la carte de Cassini (XVIIIe siècle), la carte d'état-major (1820-1866) et les cartes ou photos aériennes de l'IGN pour la période actuelle (1950 à aujourd'hui).

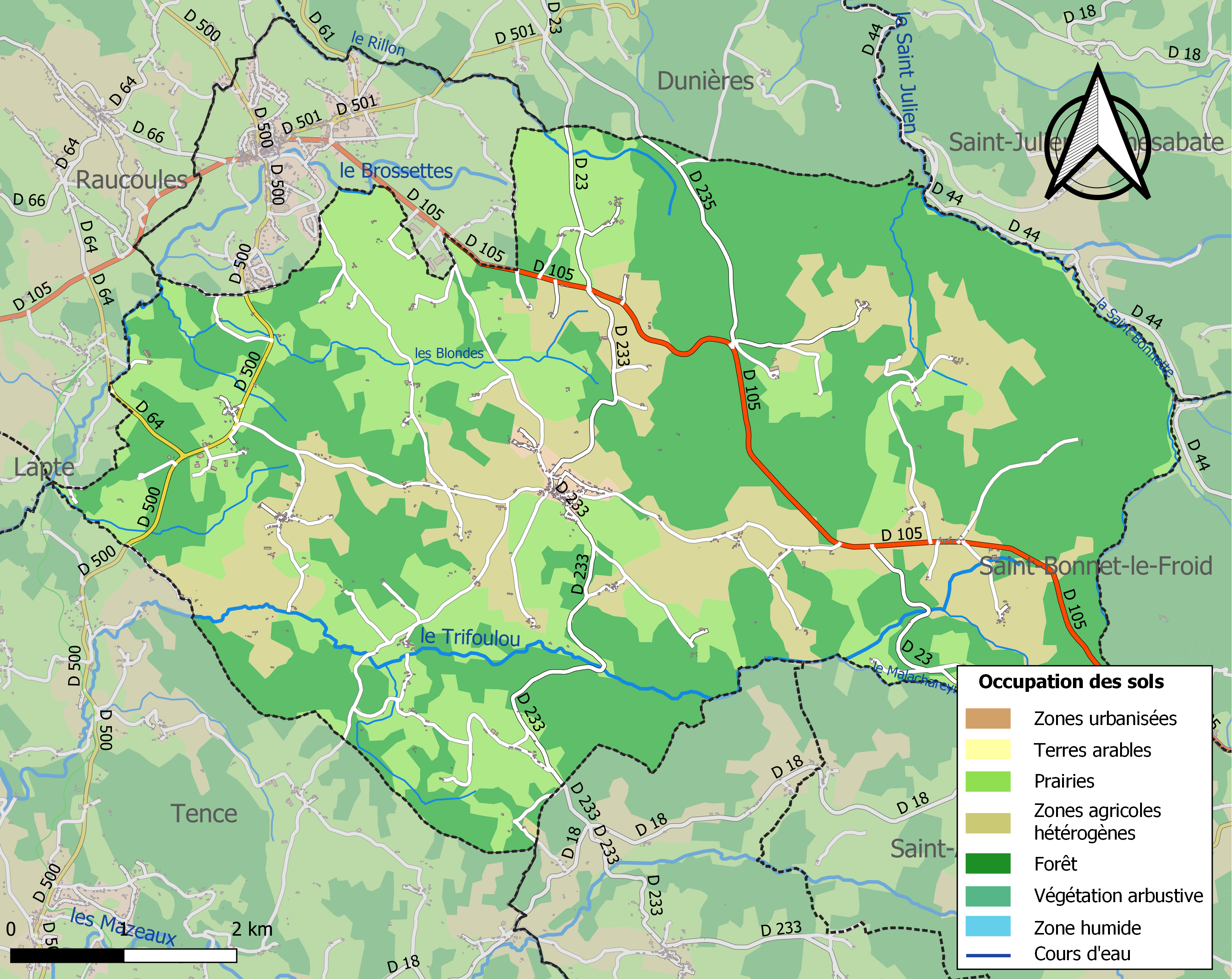
Carte des infrastructures et de l'occupation des sols de la commune en 2018 (CLC).

### Habitat et logement
En 2018, le nombre total de logements dans la commune était de 433, alors qu'il était de 440 en 2013 et de 416 en 2008.
Parmi ces logements, 59,6 % étaient des résidences principales, 24,4 % des résidences secondaires et 16 % des logements vacants. Ces logements étaient pour 94,6 % d'entre eux des maisons individuelles et pour 5,1 % des appartements.
Le tableau ci-dessous présente la typologie des logements à Montregard en 2018 en comparaison avec celle de la Haute-Loire et de la France entière. Une caractéristique marquante du parc de logements est ainsi une proportion de résidences secondaires et logements occasionnels (24,4 %) supérieure à celle du département (16,1 %) et à celle de la France entière (9,7 %). Concernant le statut d'occupation de ces logements, 84,4 % des habitants de la commune sont propriétaires de leur logement (79,1 % en 2013), contre 70 % pour la Haute-Loire et 57,5 pour la France entière.
| Typologie                                               | Montregard | Haute-Loire | France entière |
| ------------------------------------------------------- | ---------- | ----------- | -------------- |
| Résidences principales (en %)                           | 59,6       | 71,5        | 82,1           |
| Résidences secondaires et logements occasionnels (en %) | 24,4       | 16,1        | 9,7            |
| Logements vacants (en %)                                | 16         | 12,4        | 8,2            |

## Histoire
À l’époque antique un site gallo-romain est répertorié sur l’emplacement de la future localité de Montregard.
Aux VIIIe et IXe siècles, Montregard autrefois dénommé Mircorio est cité dans les « églises mères » du Velay pour son baptistère Saint-Jean et sa basilique Saint-Loup.
Entre 1014 et 1031, le seigneur de Montregard était Guidon issu de la famille alleutière des Artaud.
Entre 1016 et 1030, Guidon et son épouse Cathaburge espérant obtenir la divine miséricorde donnent au monastère de Chamalières un manse situé à Montregard dans le hameau des Bruyères.
En 1030, le même Guidon donne à l’abbaye de St-Chaffre un autre manse situé à Montregard, qui est intégré à l'aisis de Beaudiner. Vers 1130, le seigneur de Montregard est Arthaud de Beaudiner.
En 1267, mention du « château » de Montregard dans une bulle du pape Clément IV. Montregard sera une possession des Beaudiner au moins jusqu’au XIVe siècle.
En 1638, Saint François Régis a sauvé la bourgade de la peste en prêchant. Il convertit au Christianisme Louise de Romezin, épouse d'un banné de Boissy, dont le fils devient en 1693 maire du village.
Le 3 mars 1906, à l'occasion des inventaires qui ont suivi la séparation de l'Église et de l'État, des affrontements ont eu lieu entre les forces de l’ordre et les habitants du village. Un manifestant, André Régis, est grièvement blessé ; il décèdera le 24 mars. C'est l'un des deux morts recensés lors des inventaires de 1906 (le deuxième étant Géry Ghysel, de Boeschepe, dans le département du Nord).
En 1988, lors de la fête des anciens combattants d'Afrique du Nord, une parodie de ratonnade est organisée dans le Village.
La mairie actuelle fut construite avec les pierres d'une tour de garde de l'ancien château qui se trouvait au lieu-dit : Le Château.

## Politique et administration

### Découpage territorial
La commune de Montregard est membre de la communauté de communes du Pays de Montfaucon, un établissement public de coopération intercommunale (EPCI) à fiscalité propre créé le 23 décembre 1996 dont le siège est à Montfaucon-en-Velay. Ce dernier est par ailleurs membre d'autres groupements intercommunaux.
Sur le plan administratif, elle est rattachée à l'arrondissement d'Yssingeaux, au département de la Haute-Loire, en tant que circonscription administrative de l'État, et à la région Auvergne-Rhône-Alpes.
Sur le plan électoral, elle dépend du canton des Boutières pour l'élection des conseillers départementaux, depuis le redécoupage cantonal de 2014 entré en vigueur en 2015, et de la première circonscription de la Haute-Loire   pour les élections législatives, depuis le redécoupage électoral de 1986.

### Liste des maires
| Période                                  | Période                    | Identité           | Étiquette | Qualité                        |
| ---------------------------------------- | -------------------------- | ------------------ | --------- | ------------------------------ |
| ?                                        | ?                          | Marcel Souvignet   | ?         | Agriculteur                    |
| maire en 1877                            | 1896                       | Hyppolite Delolme  |           |                                |
| maire en 1978                            | ?                          | Jean-Paul Riocreux | RPR       | Professeur, conseiller général |
| mars 1989                                | mars 2008                  | Jacky Rocher       | DVD       |                                |
| mars 2008                                | mars 2014                  | Jean-Pierre Achard |           |                                |
| mars 2014                                | En cours (au 27 août 2014) | Gilles Jury        |           |                                |
| Les données manquantes sont à compléter. |                            |                    |           |                                |

## Population et société

### Démographie

#### Évolution démographique
L'évolution du nombre d'habitants est connue à travers les recensements de la population effectués dans la commune depuis 1793. Pour les communes de moins de 10 000 habitants, une enquête de recensement portant sur toute la population est réalisée tous les cinq ans, les populations de référence des années intermédiaires étant quant à elles estimées par interpolation ou extrapolation. Pour la commune, le premier recensement exhaustif entrant dans le cadre du nouveau dispositif a été réalisé en 2007.

En 2022, la commune comptait 613 habitants, en évolution de +2 % par rapport à 2016 (Haute-Loire : +0,36 %, France hors Mayotte : +2,11 %).
| 1793  | 1800  | 1806  | 1821  | 1831  | 1836  | 1841  | 1846  | 1851  |
| ----- | ----- | ----- | ----- | ----- | ----- | ----- | ----- | ----- |
| 1 776 | 1 857 | 1 944 | 1 971 | 1 936 | 1 841 | 1 775 | 1 743 | 1 744 |

| 1856  | 1861  | 1866  | 1872  | 1876  | 1881  | 1886  | 1891  | 1896  |
| ----- | ----- | ----- | ----- | ----- | ----- | ----- | ----- | ----- |
| 1 656 | 1 608 | 1 633 | 1 519 | 1 705 | 1 751 | 1 930 | 1 865 | 1 774 |

| 1901  | 1906  | 1911  | 1921  | 1926  | 1931  | 1936  | 1946  | 1954 |
| ----- | ----- | ----- | ----- | ----- | ----- | ----- | ----- | ---- |
| 1 756 | 1 811 | 1 705 | 1 501 | 1 514 | 1 318 | 1 246 | 1 131 | 985  |

| 1962 | 1968 | 1975 | 1982 | 1990 | 1999 | 2006 | 2007 | 2012 |
| ---- | ---- | ---- | ---- | ---- | ---- | ---- | ---- | ---- |
| 903  | 841  | 696  | 599  | 581  | 594  | 610  | 612  | 605  |

| 2017 | 2022 | - | - | - | - | - | - | - |
| ---- | ---- | - | - | - | - | - | - | - |
| 596  | 613  | - | - | - | - | - | - | - |

#### Pyramide des âges
En 2018, le taux de personnes d'un âge inférieur à 30 ans s'élève à 29,9 %, soit en dessous de la moyenne départementale (31 %). À l'inverse, le taux de personnes d'âge supérieur à 60 ans est de 31 % la même année, alors qu'il est de 31,1 % au niveau départemental.
En 2018, la commune comptait 323 hommes pour 268 femmes, soit un taux de 54,65 % d'hommes, largement supérieur au taux départemental (49,13 %).
Les pyramides des âges de la commune et du département s'établissent comme suit.
| Hommes | Classe d’âge | Femmes |
| ------ | ------------ | ------ |
| 0,3    | 90 ou +      | 0,4    |
| 10,7   | 75-89 ans    | 10,2   |
| 20,7   | 60-74 ans    | 19,5   |
| 21,9   | 45-59 ans    | 23,3   |
| 16,3   | 30-44 ans    | 17,1   |
| 11,5   | 15-29 ans    | 11,4   |
| 18,7   | 0-14 ans     | 18,0   |

| Hommes | Classe d’âge | Femmes |
| ------ | ------------ | ------ |
| 0,9    | 90 ou +      | 2,5    |
| 8,4    | 75-89 ans    | 11,7   |
| 20,4   | 60-74 ans    | 20,5   |
| 21,3   | 45-59 ans    | 20,3   |
| 16,8   | 30-44 ans    | 16,3   |
| 15,2   | 15-29 ans    | 13,2   |
| 17     | 0-14 ans     | 15,6   |

## Économie

### Revenus
En 2018, la commune compte 534 ménages fiscaux, regroupant 1 120 personnes. La médiane du revenu disponible par unité de consommation est de 20 540 € (20 800 € dans le département).

### Emploi
| Division       | 2008  | 2013  | 2018  |
| -------------- | ----- | ----- | ----- |
| Commune        | 6,2 % | 6,6 % | 7,1 % |
| Département    | 6,3 % | 7,7 % | 7,7 % |
| France entière | 8,3 % | 10 %  | 10 %  |

En 2018, la population âgée de 15 à 64 ans s'élève à 682 personnes, parmi lesquelles on compte 73,5 % d'actifs (66,5 % ayant un emploi et 7,1 % de chômeurs) et 26,5 % d'inactifs,. Depuis 2008, le taux de chômage communal (au sens du recensement) des 15-64 ans est inférieur à celui de la France et du département.
La commune est hors attraction des villes,. Elle compte 693 emplois en 2018, contre 663 en 2013 et 680 en 2008. Le nombre d'actifs ayant un emploi résidant dans la commune est de 459, soit un indicateur de concentration d'emploi de 150,9 % et un taux d'activité parmi les 15 ans ou plus de 49,2 %.
Sur ces 459 actifs de 15 ans ou plus ayant un emploi, 156 travaillent dans la commune, soit 34 % des habitants. Pour se rendre au travail, 81,3 % des habitants utilisent un véhicule personnel ou de fonction à quatre roues, 0,4 % les transports en commun, 11,8 % s'y rendent en deux-roues, à vélo ou à pied et 6,5 % n'ont pas besoin de transport (travail au domicile).

## Culture locale et patrimoine

### Lieux et monuments
| Montregard Autrefois | Montregard Aujourd'hui : Les crois | L’ancien Château | Le centre | Le paysage |
| -------------------- | ---------------------------------- | ---------------- | --------- | ---------- |
|                      |                                    |                  |           |            |
|                      |                                    |                  |           |            |
|                      |                                    |                  |           |            |

- Belvédère et Table d'orientation située au calvaire avec vue sur la chaîne des Sucs, le mont Mézenc, le mont Gerbier-de-Jonc, le Lisieux, les monts du Forez ;
- Les différents lavoirs et fontaines ;
- Les différentes croix étendues dans toute la commune ;
- La statue du paresseux à côté de la mairie ;
- La statue de saint Régis : érigée sur une éminence surplombant le lieu-dit du Château (panorama grandiose). C'est de cet endroit même que saint François Régis a chassé la Peste ;
- Le four banal (fabrication et vente de pain 4 fois par an) ;
- La maison de Louise de Romezin ;
- Le château de Marcoux : ancienne demeure du seigneur de Marcoux et de Louise de Romezin, il fut construit au XVIe siècle, agrandi au XIXe siècle et restauré en 1996 (possibilité de location ; toutes réceptions, mariages, cocktails...) ;
- Les restes d’un château médiéval (le puits et les fondations) au hameau du Château ;
- L'église Saint-Jean-Baptiste du XVIIe siècle fréquenté par Saint François Régis et les restes de son cloître transformés en maisons ;
- Les trois moulins le long du ruisseau le Trifoulou (traduction : Trois moulins en patois local) ;
- Salle multi-activités (pouvant être loué) ;
- Nouveau jardin public ;
- Une école privée (Saint-Joseph) ;
- Un terrain de football ;
- Une nouvelle bibliothèque ;
- La miellerie du Trifoulou à Fours (visite possible) ;
- Des zones d’activités.
- Un terrain de jeu dans la commune composé: d’une tyrolienne, d’un toboggan et d’une balançoire;

### Manifestations
- En août  organisé par le comité des fêtes rurales de Montregard :

Matin : vente de pain cuit au feu de bois dans le four à pain du village.
Toute la journée : foire - brocante - animations diverses.
- Un pique-nique géant avec concours de pétanque et de coinche en juin.
- Des journées caritatives organisé par le comité des fêtes rurales de Montregard pour le Téléthon et pour différentes associations.
- Des banquets des classes.
- Différents matchs de football toute l'année.
- Organisations de journées par différentes associations (familles rurales...).
- La fête de la musique en juin.
- Vente de fleurs en mai.

### Personnalités liées à la commune
- Louis Régis de Boissy de Bannes, général de brigade de la Révolution française[24]